# Chapelle Notre-Dame-de-Pitié de Chaudes-Aigues
Pour les articles homonymes, voir chapelle Notre-Dame-de-Pitié.
La chapelle Notre-Dame-de-Pitié est une chapelle située en France sur la commune de Chaudes-Aigues (Cantal), en région Auvergne-Rhône-Alpes.

## Historique
Il s'agit d'une chapelle de pèlerinage liée au culte d'une Pietà du XVe siècle, autrefois très fréquentée. L’édifice a été presque entièrement reconstruit entre 1840 et 1860.

### Protection
La chapelle est inscrite au titre des monuments historiques par arrêté du 27 septembre 2006.

## Description
La chapelle présente un mélange de styles : gothique pour les voûtes d’ogives et les ouvertures, classique pour le clocher-porche à toit à l’impériale et le portail à fronton triangulaire. L’intérieur est orné de décors peints et de boiseries néo-gothiques, avec des voûtes du chœur décorées de rinceaux dorés sur fond azur. Des vitraux complètent l’ensemble.